# Freycinetia panica
Freycinetia panica är en enhjärtbladig växtart som beskrevs av Huynh. Freycinetia panica ingår i släktet Freycinetia och familjen Pandanaceae.
Artens utbredningsområde är Nya Kaledonien. Inga underarter finns listade.